# رالف وليم موترام
رالف وليم موترام (بالإنجليزية: Ralph Hale Mottram)‏ (30 أكتوبر 1883، نورتش في المملكة المتحدة - 16 أبريل 1971 في المملكة المتحدة)؛ شاعر، كاتب وروائي بريطاني.